# Migdal Oz
Migdal Oz (en hebreu: מגדל עוז) és un assentament israelià i un quibuts que es troba en l'Àrea de Judea i Samaria, a Cisjordània. Està situat en el bloc d'assentaments de Gush Etzion, a uns 7 kilometres i mig de la línia verda, i a l'oest del mur de seguretat. Pertany a la jurisdicció del consell regional de Gush Etzion. En 2016 tenia una població de 605 persones. Cal esmentar que la comunitat internacional considera il·legals, segons la legislació internacional, tots els assentaments israelians construïts en la Cisjordània ocupada, però el govern israelià no comparteix aquesta opinió.